# Christopher Anrin
John Peter Christopher Anrin (* 10. November 1980 in Gustavsberg) ist ein ehemaliger schwedischer Basketballspieler.

## Werdegang
Anrin spielte in Schweden für Skuru IK, BK Solna und 08 Stockholm, ehe er in die Vereinigten Staaten ging und dort von 2000 bis 2004 Mitglied der Hochschulmannschaft des Providence College war. Der Schwede kam auf 104 Spiele für Providence (4,6 Punkte/Spiel).
Im Sommer 2004 nahm der deutsche Bundesligist Gießen 46ers den Flügelspieler unter Vertrag. Anrin bestritt in der Bundesliga-Saison 2004/05 37 und 2005/06 weitere 25 Spiele für die Mittelhessen und brachte es auf einen Mittelwert von 5 Punkten je Begegnung. In einer Dopingprobe, die Anrin nach dem Bundesliga-Spiel gegen Tübingen am 11. Februar 2006 abgab, wurde der verbotene Stoff Carboxy-Finasterid gefunden. Er gab an, er habe ein Haarwuchsmittel verwendet, ohne zuvor Absprache mit dem Mannschaftsarzt gehalten zu haben. Anrin wurde vom Deutschen Basketball-Bund für sechs Monate gesperrt.
Mitte Februar 2007 wurde der Schwede kurz nach dem Auslaufen seiner Sperre von den Scottish Rocks aus Glasgow verpflichtet. Die Mannschaft trat damals unter der Leitung des deutschen Trainers Thorsten Leibenath in der British Basketball League an. In den Spieljahren 2007/08 sowie 2008/09 stand Anrin in seinem Heimatland beim Erstligisten Borås Basket unter Vertrag.
Anrin war schwedischer Jugendnationalspieler, 2001 nahm er mit der Studentennationalmannschaft des Landes an der Sommeruniversiade teil. Er spielte ebenfalls für die A-Nationalmannschaft (19 Länderspiele).